# Philippe Lebleu
Pour les articles homonymes, voir Lebleu.
Philippe, Ezéchiel Lebleu  né le 29 décembre 1804 à Dunkerque (Nord) et décédé le 10 février 1891 dans la même ville est un homme politique français.

## Biographie
Fils d'un médecin distingué, il fit ses études au collège de Douai, élève de l'Ecole polytechnique, il en sort en 1826 comme officier du génie. En 1830, il participe à l'insurrection contre les Bourbons. Après un poste à Lyon, il est capitaine à Dunkerque, puis à Montpellier, Oran, Saint-Venant et Béthune. Il est député du Pas-de-Calais de 1848 à 1849, siégeant à droite. M. Lebleu revint en 1850 se fixer dans sa ville natale. En 1857-58, il est y chef de bataillon et commandant du génie, et participe en tant que membre titulaire résidant aux travaux de la Société dunkerquoise pour l'encouragement des sciences, des lettres et des arts. Il a été à plusieurs reprises conseiller municipal, et maire de Dunkerque  de 1870 à 1871 puis de 1878 à 1884. Il y est décédé le 10 février 1891.

## Distinctions
- Officier de la Légion d'honneur par décret du 12 août 1862[4].

## Sources
- « Philippe Lebleu », dans Adolphe Robert et Gaston Cougny, Dictionnaire des parlementaires français, Edgar Bourloton, 1889-1891 [détail de l’édition]